# Jacqui McShee
Jacqueline McShee, detta Jacqui (Londra, 25 dicembre 1943), è una cantante inglese.
Dal 1966 ha iniziato ad esibirsi con i Pentangle, un gruppo folk rock con influenze jazz.

## Biografia
La carriera di Jacqui ha inizio negli anni '60 come cantante solista nei folk club inglesi. Dopo aver lavorato col chitarrista John Renbourn, partecipa alla fondazione dei Pentangle, gruppo che ben presto si propone fra i più originali esponenti della corrente folk-rock britannica, richiamando l'attenzione di un pubblico composto da appassionati di folk, jazz, pop e rock.
Almeno per i primi quattro dischi (Pentangle -1968, Sweet Child -1968, Basket of Light -1969, Cruel Sister 1970), la strumentazione è pressoché integralmente acustica e il repertorio è basato in prevalenza su brani tradizionali letti in un'ottica che, aperta al jazz ed al blues, dà ai Pentangle una connotazione assai personale.
Forse meno felici, ma sempre vivaci e personali, i successivi Reflection -1971 e Solomon's Seal -1972, che aprono con sobrietà a sonorità elettriche.
Sciolto il gruppo, la McShee prosegue come solista. Nel 1994 Jacqui fonda i Jacqui McShee's Pentangle che, con minimi ricambi di componenti, è tuttora in attività.
Insieme al marito, il batterista Gerry Conway, nel 1995 partecipa alle session per l'album Active in The Parish del compositore David Hughes, votato disco dell'anno dalla rivista inglese Q.
Nel 1998, Jacqui McShee ha lavorato con Ulrich Maske per registrare The Frog and the Mouse e The Cat and the Fiddle.
Nell'agosto del 2003 la McShee ha svolto un grande tour  con tappe previste anche in Italia, insieme ai 'Take Three', gruppo nel quale fu accompagnata dal valente chitarrista acustico Alan Thomson e Jerry Conway.